# Kinziyakeu
Kinziyakeu est une localité du Cameroun située dans la commune de Blangoua, le département du Logone-et-Chari et la Région de l'Extrême-Nord, à proximité de la frontière avec le Tchad et du lac Tchad.

## Population
Lors du recensement de 2005, Kinziyakeu I comptait 1 005 habitants, Kinziyakeu II en comptait 811 et Kinziyakeu III, 866.
En 2011, un diagnostic participatif a dénombré 1 468 personnes à Kinziyakeu, sans faire la distinction entre les trois.